# Milan Kriššák
Milan Kriššák (30. ledna 1944 Stráže pod Tatrami – 2. července 1979 Poprad) byl přední slovenský horolezec, československý reprezentant, trenér, skialpinista, horský vůdce, člen horské služby, zasloužilý mistr sportu a držitel zlatého odznaku Iamesu. Účastník čtyř československých expedic do Himálaje. Spolu s dalšími šesti záchranáři zemřel po pádu vrtulníku ve Vysokých Tatrách o týden později na následky zranění v nemocnici.

## Výkony a ocenění
- zasloužilý mistr sportu
- zlatý odznak Iamesu
- 1999: Cena fair play Slovenského olympijského výboru za příkladný čin

### Alpy
- 1966: Bonattiho cesta, S stěna, Matterhorn; M. Kriššák, J. Weincziller – třetí výstup
- 1967: Walkerův pilíř, Grandes Jorasses; M. Kriššák, J. Weincziller, Č. Wojcík, L. Záhoranský
- 1967: S stěna, Aiguille du Dru, Petit Dru; M. Kriššák, J. Weincziller
- 1967: Bonattiho cesta, Petit Dru; M. Kriššák, J. Weincziller / Č. Wojcík, L. Záhoranský[2]

### Expedice
- 1969: Nanga Parbat, Himálaj
- 1971: Nanga Parbat
- 1973: Makalu (8 463 m n. m.), Himálaj
- 1976: Makalu, východní předvrchol a hlavní vrchol

## Památka
- 1980: Milan Kriššak Memorial Route, Denali, Aljaška, na památku Milana Kriššáka vystoupili od jihu Ivan Fiala, Gejza Haak, Miroslavem Neumannem a Juraj Weincziller (12. 6.) spolu s Michalem Orolinem, Danielem Bakošem, Vladimírem Petrikem a Philipem Johnsonem (13.6.)[3]